# Henryk Trzonek
Henryk Trzonek (* 29. Oktober 1912 in Łódź; † 3. Dezember 1943) war ein polnischer Bratschist.

## Leben und Wirken
Trzonek studierte zunächst an Helena Kijeńska-Dobkiewiczowas Konservatorium in Łódź Geige und später Bratsche bei Mieczysław Szalezki am Warschauer Konservatorium. Bis zum Ausbruch des Zweiten Weltkrieges war er Mitglied im Polnischen Rundfunkorchester unter der Leitung von Grzegorz Fitelberg und im Rundfunk-Streichquartett.
In der Zeit der deutschen Besatzung spielte er in Eugenia Umińskas Streichquartett (mit Kazimierz Wiłkomirski und Roman Padlewski), das in Bolesław Woytowiczs Salon Sztuki auftrat und spielte unter anderem Uraufführungen von Kompositionen Roman Padlewskis, Roman Palesters, Zbigniew Turskis, Stanisław Wiechowicz', Grażyna Bacewicz', Kazimierz Wiłkomirskis und Witold Rudzińskis. Außerdem war er Mitglied des Orchesters von Zygmunt Latoszewski, das im Café Gastonomia auftrat und des im Café Lardelli beheimateten Orchesters unter Adam Dołżycki. Im November 1943 wurde er von der Gestapo verhaftet und am 3. Dezember hingerichtet.

## Privates
Am Warschauer Konservatorium lernte Trzonek die Cellistin Halina Kowalska (1913–1998) kennen, die er 1933 heiratete. Aus der Ehe stammten zwei Töchter: die Cellistin Lucyna Trzonek-Lange und Henryka Trzonek, die über 35 Jahre lang Geigerin im Hr-Sinfonieorchesters in Frankfurt war.

## Quelle
- Biuletin Informacji Bibliotecznych i Kulturalnych, 17. Mai 2011: Henryk Trzonek (S. 4)